# Viktor Mayer-Schönberger
Viktor Mayer-Schönberger (Zell am See, 1966) és professor de Governança i Regulació d'Internet a l'⁣Oxford Internet Institute de la Universitat d'Oxford. Investiga sobre l'economia en xarxa. Anteriorment, va passar deu anys al professorat de la John F. Kennedy School of Government de Harvard. És coautor de Big Data: A Revolution That Will Transform How We Live, Work, and Think (HMH, 2013) i autor de Delete: The Virtue of Forgetting in the Digital Age (Princeton, 2009), que va guanyar el Premi Marshall McLuhan del 2010 al Millor Llibre i el Premi Don K. Price del 2010 al Millor Llibre de Política Científica i Tecnològica, i ha escrit més d'un centenar d'articles i capítols de llibres. És membre del Consell Digital d'Alemanya, on ha assessorat per exemple Angela Merkel i el seu gabinet.

## Biografia
Mayer-Schönberger va néixer el 1966 a Zell am See, Àustria, on la seva mare era propietària d'un cinema local. Després de deixar l'escola secundària a la seva ciutat natal, va estudiar dret durant set trimestres a la Universitat de Salzburg. Durant aquest temps, va competir amb èxit a l'⁣Olimpíada Internacional de Física i al Concurs de Joves Programadors Austríacs.
El 1986, va fundar Ikarus Software i va desenvolupar Virus Utilities, un dels productes de programari més venuts a Àustria. Posteriorment, es va llicenciar en dret a la Universitat de Salzburg ( Mag.iur., '88, Dr. iur. '91) i a la Facultat de Dret de Harvard (LL.M. '89). El 1992 va obtenir un M.Sc. (Econ) de la London School of Economics, i el 2001 la venia docendi sobre (entre d'altres) dret de la informació a la Universitat de Graz. També va treballar al negoci de comptabilitat del seu pare.
El 1998 es va incorporar al professorat de la Harvard Kennedy School, on va treballar i ensenyar durant deu anys. Després de tres anys a la Lee Kuan Yew School of Public Policy de la Universitat Nacional de Singapur, Mayer-Schönberger actualment ocupa la càtedra de Governança i Regulació d'Internet a l'Oxford Internet Institute. Ha assessorat empreses, governs i organitzacions internacionals.

## Obra
La recerca de Mayer-Schönberger se centra en el paper de la informació en l'economia en xarxa. Entre altres coses, ha estat estudiant la privadesa de dades, la governança en mons virtuals, el dret i l'emprenedoria, l'administració electrònica i (més recentment) el big data.
Ha estat defensant el dret a l'oblit en forma de dates de caducitat de la informació personal.

## Premis i reconeixements
- 1991 - Entre els 5 millors emprenedors de programari a Àustria
- 2000 - Persona de l'Any per l'Estat de Salzburg
- 2010 - Premi Marshall McLuhan al millor llibre en el camp de l'ecologia dels mitjans de comunicació[4]
- 2010 - Premi Don K. Price[5]
- 2013 - Premi al Llibre de Negocis de l'Any del Financial Times i Goldman Sachs, finalista per a Big Data[6]
- 2018 - Premi getAbstract al Llibre de Negocis de l'Any, finalista per Reinventing Capitalism in the Age of Big Data
- 2018 - Millors llibres de negocis 2018: Innovació per Reinventing Capitalism in the Age of Big Data[7]

## Publicacions recents
- Mayer-Schönberger, Viktor. Das Recht am Info-Highway.  Wien: Orac, 1997. ISBN 978-3-7007-1131-5.
- Mayer-Schönberger, Viktor. Information und Recht: vom Datenschutz bis zum Urheberrecht ; praxisbezogene Perspektiven für Österreich, Deutschland und die Schweiz.  Wien: Springer, 2001. ISBN 978-3-211-83456-5.
- Datenschutzgesetz: Grundsätze und europarechtliche Rahmenbedingungen, Gesetzestext mit Materialien, Datenschutz-Verordnungen und Richtlinien im Anhang. 2., überarb. Aufl.  Wien: Linde, 2006. ISBN 978-3-7073-0869-3.
- Mayer-Schönberger, Viktor; Cukier, Kenneth. Big data: a revolution that will transform how we live, work, and think.  Boston: Houghton Mifflin Harcourt, 2013. ISBN 978-0-544-00269-2.
- Reinventant el capitalisme a l'era del Big Data (amb Thomas Ramge), Hodder & Stoughton General Division, 2018.[8]
- Baranes de seguretat: guiant les decisions humanes a l'era de la IA (amb Urs Gasser), Princeton University Press, 2023[9]